# Azul (heráldica)
Em heráldica, o azul, azure ou blau (do francês antigo blao: azul) é um esmalte de cor azul que faz parte da classe dos esmaltes chamados cores. Em gravuras é por vezes representado por linhas horizontais ou pelas abreviaturas az. ou b..
Blau representa o seguinte:
- De jóias; safira
- De corpos celestiais; Júpiter

## Exemplos de utilização

### Heráldica
- Armas do município de Salvador, Brasil
(Campo de azul)
- Armas da família galega e portuguesa Araújo
(Sautor de azul)
- Armas imaginárias de Amadis de Gaula
(Dois leões batalhantes de azul)
- Armas do município de Pombal, Portugal
(Castelo de azul)

### Vexilologia
- Bandeira europeia
- Bandeira de Cabo Verde
- Bandeira dos Açores
- Bandeira da cidade do Rio de Janeiro